# Arycanda orthostela
Arycanda orthostela är en fjärilsart som beskrevs av Louis Beethoven Prout 1916. Arycanda orthostela ingår i släktet Arycanda och familjen mätare. Inga underarter finns listade i Catalogue of Life.